# Тоньюкук
Тоньюкук (646—726) — військовий і політичний діяч Другого тюрського каганату.

## Біографія
Походив з тюркського роду Ашиде. За його словами, отримав виховання під впливом китайської культури. У 682 році принц Кутлуг очолив визвольний рух тюрків, яких після падіння Східного каганату китайські чиновники пересилили до Алашаню. Тоньюкук став один з найближчих його помічників.